# Paul Bowles
Paul Bowles (Nueva York, 30 de diciembre de 1910-Tánger, Marruecos; 18 de noviembre de 1999) fue un escritor, compositor y viajero estadounidense.

## Biografía

### Primeros años: Francia y Nueva York
Paul Bowles nació en Jamaica, Queens, Nueva York, como hijo único de Rena (née Winnewisser) y Claude Dietz Bowles, de padres alemanes. Bowles vivió un conflicto tan violento con su padre (un odontólogo y músico frustrado tan maniático que le hacía masticar cuarenta veces cada bocado) y su madre (al arrojarle un cuchillo en una discusión a los diecinueve años), que para evitar males mayores decidió escaparse de su casa sin terminar los estudios.
Compró un pasaje de barco y acabó en París, donde conoció a la Generación Perdida, en especial Ezra Pound y Djuna Barnes. Como cuenta en su libro autobiográfico Memorias de un nómada (1972), publicó en París dos poemas surrealistas en Transition, una revista literaria internacional, que llamaron la atención de Gertrude Stein; esta, sin embargo, desanimó su vocación de escritor y el joven bohemio se dedicó a la música.
Regresó a Nueva York para estudiar composición con Aaron Copland durante los años treinta. Con él hizo varios viajes, entre ellos a Marruecos. En los años siguientes compuso partituras para ballets y la música de muchas películas y obras de teatro. En Berlín trató a Christopher Isherwood y W. H. Auden. Residió en México cuatro años, donde conoció y quedó impresionado por el compositor Silvestre Revueltas, un año antes de que este muriera alcoholizado.
Viajó además por Costa Rica, Guatemala y Colombia con Jane Auer, con la que en 1938 se casó, por lo cual desde entonces fue conocida como Jane Bowles, autora de teatro y novelista bisexual autora de Dos damas muy serias. Leyó con mucha pasión a Franz Kafka, cuyas obras le afectaron fuertemente.
Jane lo animó para que volviera a escribir y Bowles produjo relatos y crítica musical para el Herald Tribune entre 1942 y 1945. En el Broadway de los años cuarenta conoció a Orson Welles, Joseph Losey, John Huston y Salvador Dalí.

### Establecimiento definitivo en Tánger
En 1947 el matrimonio se instaló en Tánger, una ciudad del entonces Marruecos moderno. En Marruecos están ambientadas la mayor parte de las narraciones de Bowles, como por ejemplo su primera novela, El cielo protector (1949), llevada al cine con éxito en 1991 por Bernardo Bertolucci; como afirmó el autor, en ella la acción transcurre en dos planos, el desierto africano exterior y el desierto interior de los protagonistas. La obra es en parte autobiográfica y el filme supuso el redescubrimiento del autor en su propio país, sacándole de las estrecheces económicas que empezaban a asediarlo.
Después publicó las novelas Déjala que caiga (1952) y La casa de la araña (1955). En estas obras Bowles gusta de instalar en la extraña cultura musulmana a europeos o norteamericanos que terminan inmersos en auténticas crisis de identidad al encontrarse descontextualizados y alienados por una nube de drogas, alcohol y ambigüedad emotiva, y en el paisaje del desierto, donde lo único que existe es el arriba y el abajo. Se representa así la disolución de la identidad en el mundo moderno.
En Tánger, Jane empezó una larga relación lésbica de veinte años con una sirviente doméstica marroquí, de quien su marido sospechó a veces que la había envenenado o endemoniado. En los años cincuenta Bowles se relacionó con la Gay Society (Luchino Visconti, Tennessee Williams, Truman Capote) y con la Generación Beat (William Burroughs, Allen Ginsberg), sin llegar a pertenecer a ninguno de estos grupos. Sirvió de cicerone en Tánger a la práctica totalidad de la Generación Beat y gay: Tennessee Williams, Truman Capote, Allen Ginsberg, Jack Kerouac, William Burroughs, Gore Vidal, Gregory Corso, Djuna Barnes o Cecil Beaton, e introdujo a algunos de ellos en curiosas drogas marroquíes como el majoun.
En 1972 publicó sus movidas Memorias de un nómada. En 1973 murió su mujer en un hospital de Málaga tras un largo internamiento de 16 años por demencia. Ese mismo año traduce al inglés El pan desnudo, del escritor marroquí Mohammed Chukri. Días y viajes (1991) ofrece una crónica de su vida en Marruecos. Publicó además el libro de viajes por África titulado Cabezas verdes, manos azules (1963). Recopiló sus relatos en El tiempo de la amistad y Un episodio distante (1979). Cultivó asimismo la poesía y tradujo cuentos tradicionales africanos. Otros libros suyos son La tierra caliente (1966), Misa de gallo (1981), Puntos en el tiempo (1982) y Muy lejos de casa (1991).
Como compositor su producción incluye, entre otras obras, la ópera Denmark Vesey (1937) y otra sobre Federico García Lorca titulada Reliquia del viento, estrenada en 1943 por Leonard Bernstein y basada en Así que pasen cinco años del poeta granadino. Durante los ochenta su obra se revalorizó, tradujo y reeditó en todo el mundo.

## Legado
Paul Bowles está considerado como uno de los artistas que han dado forma a la literatura del siglo XX y a la música del siglo XX. En su «Introducción» a la obra de Bowles ''Collected Stories'' (1979) Gore Vidal clasificó los relatos cortos como «entre los mejores jamás escritos por un estadounidense», escribiendo: «el suelo de esta civilización destartalada que hemos construido no puede soportar mucho más nuestro peso». Fue genialidad de Bowles sugerir los horrores que yacen bajo ese suelo, tan frágil, a su manera, como el cielo que nos cobija de una vastedad devoradora».
Los críticos han descrito su música, en contraste, "tan llena de luz como la ficción [es] de oscuridad... casi como si el compositor fuera una persona totalmente diferente del escritor".  A principios de la década de 1930, Bowles estudió composición (de manera intermitente) con Aaron Copland; su música de este período "recuerda a Erik Satie y Francis Poulenc". Al regresar a Nueva York a mediados de la década de 1930, Bowles se convirtió en uno de los compositores preeminentes de la música teatral estadounidense, produciendo obras para William Saroyan, Tennessee Williams y otros,  "mostrando una habilidad e imaginación excepcionales para capturar el estado de ánimo, la emoción y el ambiente de cada obra a la que fue asignado". Bowles dijo que esa música incidental le permitió presentar "música sin clímax, música hipnótica en uno de los sentidos exactos de la palabra, en el sentido de que produce su efecto sin que el espectador se dé cuenta de ello". Al mismo tiempo continuó escribiendo música de concierto, asimilando algunos de los elementos melódicos, rítmicos y otros elementos estilísticos de la música africana, mexicana y centroamericana.
En 1991, Bowles recibió el premio anual Rea Award de relato breve. El jurado otorgó la siguiente mención: "Paul Bowles es un narrador de la mayor pureza e integridad. Escribe sobre un mundo anterior a que Dios se hiciera hombre; un mundo en el que los hombres y las mujeres, in extremis, son vistos como componentes de un drama más grande y elemental. Su prosa es cristalina y su voz única. Entre los maestros estadounidenses vivos del relato breve, Paul Bowles es sui generis".
Situado en el interior del Museo del Legado Americano de Tánger se encuentra el Museo Paul Bowles, donde se exponen documentos, curiosidades, fotos y retratos del famoso escritor, recopilados y donados en 2010 por Gloria Kirby, residente de Tánger y amiga del escritor.
La Biblioteca de América publicó una edición de las obras de Bowles en 2002.

## Obra (selección)

### Ficción

#### Novelas
- 1949	El cielo protector
- 1952	Déjala que caiga
- 1955	La casa de la araña
- 1966	La tierra caliente
- 1991	Muy lejos de casa

#### Cuentos
- 1979	Un episodio distante
- 1979	El tiempo de la amistad
- 1981	Misa de gallo
- 1982	Puntos en el tiempo
- 1988	Palabras ingratas
- 2000	Cuentos del desierto

### Viajes, memorias y correspondencia
- 1957 – Yallah , texto de Paul Bowles, fotografías de Peter W. Haeberlin (viaje)
- 1963 – Sus cabezas son verdes y sus manos son azules (viaje)
- 1972 – Sin parar (autobiografía)
- 1990 – Dos años junto al estrecho (autobiografía)
- 1991 – Días: Diario de Tánger (autobiografía)
- 1993 – 17, Quai Voltaire (autobiografía de París, 1931,1932)
- 1994 – Fotografías – “¿Cómo podría enviar una fotografía al desierto?” (Paul Bowles y Simon Bischoff)
- 1995 – En contacto – Las cartas de Paul Bowles (editado por Jeffrey Miller)
- 1997 – “Querido Paul, querido Ned: La correspondencia de Paul Bowles y Ned Rorem”
- 2010 – Desafío a la identidad (2010), viajes

Poesía: Poemas (1926 - 1977). Colección Visor de Poesía. 1995.

## Traduciendo otros autores
En la década de 1960, Bowles comenzó a traducir y recopilar historias de la tradición oral de los narradores nativos marroquíes. Entre sus colaboradores más destacados se encuentran Mohammed Mrabet, Driss Ben Hamed Charhadi (Larbi Layachi), Abdeslam Boulaich y Ahmed Yacoubi. También tradujo al escritor marroquí Mohamed Choukri. Y a escritores cuya obra original fue escrita en español, portugués y francés: Rodrigo Rey Rosa, Jorge Luis Borges, Jean-Paul Sartre, Isabelle Eberhardt, Roger Frison-Roche, André Pieyre de Mandiargues, Ramón Gómez de la Serna, Giorgio de Chirico, Si Lakhdar, Émile Laoust, Ramon Beteta, Gabino Chan, Bertrand Flornoy, Jean Ferry, Denise Moran, Paul Colinet, Paul Magritte, Popul Buj, Francis Ponge, Bluet d'Acheres y Ramón J. Sender.
Bowles recogió y grabó durante cinco semanas de 1959 música tradicional andalusí y bereber, viajando a través de Marruecos. Ambas grabaciones se han comercializado, y el original está archivado en la Biblioteca del Congreso en Washington D. C..

## Aparición en películas y entrevistas
- Paul Bowles in Morocco (1970), producida y dirigida por Gary Conklin 57 minutos
- Paul Bowles Across the Strait (1983), producida y dirigida por Eve M. Silvester 33 minutos
- «Paul Bowles South Bank Show London Studios (1988), producido por ITV, dirigido por Melvyn Bragg, 54 minutos
- En 1990, Bernardo Bertolucci adaptó The Sheltering Sky en una película en la que Bowles tiene un papel de cameo y proporciona una narración parcial. 132 minutos
- «Things Gone and Things Still Here» 1991, dirigida por el galardonado cineasta de la BBC Clement Barclay. Esta película intenta descifrar el mundo de Paul Bowles en un documental de una hora. Ganador del festival de cine de Chicago.
- «Paul Bowles The Complete Outsider» 1993, de Catherine Hiller Marnow y Regina Weinreich 57 minutos.
- «Halfmoon» 1995, tres historias de Paul Bowles, Frieder Schlaich e Irenve von Alberti. First Run Features, 91 minutos
- «Halbmond» 1995, versión alemana de “Halfmoon”, Frieder Schlaich e Irenve von Alberti. First Run Features, 90 minutos
- «Let It Come Down» 1998, Requisite Productions, Zeitgeist Films, pub. 72 minutos, no calificada. - Esta película es probablemente el retrato definitivo del autor en sus últimos años de vida. Dirigida por Jennifer Baichwal, incluye imágenes del último encuentro entre Bowles, William Burroughs y Allen Ginsberg, que tuvo lugar en 1995 en Nueva York. 72 minutos
- «Night Waltz» 2002, Owsley Brown Película sobre la música de Paul Bowles, con Phillip Ramey y una entrevista con Jonathan Sheffer, director de la Orquesta Eos. 77 minutos
- The Cage Door Is Always Open, 2012